# Josep Anglada i Maranges
Josep Anglada i Maranges (Olot, 8 de gener de 1804 - 22 de gener de 1872) fou un organista i mestre de capella.
Gràcies a algunes anotacions conservades en els manuscrits del fons musical de l'església parroquial de Sant Esteve d'Olot, se sap que Josep Anglada va iniciar la seva formació musical a la capella de la seva vila natal. El 1820 era deixeble del mestre de capella Honorat Alberich i el 1826 es formava en l'orgue amb Ignasi Parella. Fou escolà menor de la sagristia de Sant Esteve entre el juny de 1824 i el 31 de maig de 1825. El 1826 es desplaçà a Barcelona per completar la seva formació musical amb Josep Rosés (1791-1857), mestre de capella de la basílica de Santa Maria del Pi, amb el qual degué estudiar composició.
Probablement, quan encara era deixeble de Rosés, escriví una obra per a la festivitat de Santa Cecília —compuesto por uno de los alumnos de la / Villa de Olot 1828—, que es conserva com una atribució en el fons musical de l'església parroquial d'Olot. Abans d'incorporar-se al magisteri olotí va regir l'organistia de la parroquial de Torroella de Montgrí, on rebé l'ordenació sacerdotal. Josep Anglada va renunciar al magisteri de l'orgue de Torroella per tal de succeir Honorat Alberich al capdavant de la capella de música de Sant Esteve. El 14 de desembre de 1836 fou elegit per unanimitat pels comunitaris de la parroquial.
Dins del mateix mes de desembre de 1836 es van redactar els nous pactes per a la seva admissió en el magisteri olotí. El document varia força respecte a les anteriors admissions. L'exordi dels pactes explicita l'acord unànime per conferir el magisteri a Anglada «perpetuisant-lo no en el dit ofici sinó en la admissio en las distribucions de chor y demes emolents qe gosan los benefts residents ab qe tindrá la congrua sustentació», la qual cosa li permetrà «renunciar lo títol de organista sobredit qe obté» de Torroella de Montgrí. Pocs mesos després de la seva possessió del magisteri, el 3 d'abril de 1837, Josep Anglada signava un rebut als protectors de la comunitat, segons li feien entrega del fons musical amb les obres segellades amb el timbre de la parròquia de Sant Esteve, a fi que tingués cura de conservar-lo i augmentar-lo amb les seves composicions.
El mestre Anglada complia altres funcions a part del magisteri musical de la parroquial. Dos rebuts conservats dels anys 1849 i 1850 posen de manifest la seva vinculació amb les feines de l'arxiu: despeses de tinta, materials d'escriptura, portar a imprimir el dietari de la parròquia; en un d'ells signà en qualitat d'arxiver coadjutor.
Josep Anglada regí el magisteri de capella de Sant Esteve fins al seu traspàs, esdevingut el 22 de gener de 1872, quan tenia 68 anys.

## Obra
Va escriure música eclesiàstica, com ara dues misses, lamentacions, salms, rosaris i un Paso y fuga a 8. Es conserven obres seves a la Biblioteca de Catalunya i als fons musicals de l'església parroquial de Sant Esteve d'Olot (SEO) i de la catedral de Girona (GiC).